# Eupalaestrus
Eupalaestrus là một chi nhện trong họ Theraphosidae.

## Các loài
Chi này gồm các loài:
- Eupalaestrus campestratus (Simon, 1891)
- Eupalaestrus guyanus (Simon, 1892)
- Eupalaestrus spinosissimus Mello-Leitão, 1923
- Eupalaestrus weijenberghi (Thorell, 1894)